# Xyris pterygoblephara
Xyris pterygoblephara är en gräsväxtart som beskrevs av Ernst Gottlieb von Steudel. Xyris pterygoblephara ingår i släktet Xyris och familjen Xyridaceae.

## Underarter
Arten delas in i följande underarter:
- X. p. pterygoblephara
- X. p. vernicosa